# Federico de Freitas
Federico Guedes de Freitas (født 15. november 1902 i Lissabon, Portugal – død 12. januar 1980) var en portugisisk komponist, dirigent og lærer.
Freitas studerede primært hos sin moder som var pianist, og kom på konservatoriet i Lissabon allerede som 13 årig. Han skrev sine første kompositioner i 1922, bl.a. Poema Sobre Uma Ècologa de Virgilio for strygerorkester.
Freitas var eklektiker, og skrev i et bredt forum, lige fra intellektuelle suiter til banale sange.
Han har komponeret én symfoni, orkesterværker, koncerter, sange, suiter,kammermusik, symfoniske digtninge etc.
Freitas var fra 1935 som dirigent for National Radio Broadcast Company i Lissabon, og efter år med hårdt arbejde som sådan, blev han også international anerkendt, og dirigerede som gæstedirigent i hele verden.

## Udvalgte værker
- Symfoni "Jeronimus" - for orkester
- Digte om en Ècologa af Virgilio – for strygeorkester
- Koncertante fantasi - for orkester
- Højtidelig messe – messe - for kor